# Данијела Хил
Данијела Хил (енгл. Danielle Hill; Белфаст, 27. септембар 1999) — ирска пливачица вишеструка национална првакиња и рекордерка, учесница светских првенстава и Олимпијских игара и европска првакиња у трци на 50 метара леђним стилом. Њена примарна дисциплина су трке леђним стилом.
Дипломирала је на Факултету за спорт и физичку културу Универзитета Алстер у Белфасту, и паралелно са пливачким тренинзима ради и као тренер у клубу ПК Ларн из истоименог места.

## Спортска каријера
Данијела је рођена у Белфасту, у Северној Ирској 27. септембра 1999, а одрасла је у оближњем градићу Њутонаби. Доста рано је почела да тренира пливањем. Чланица је пливачког клуба Ларн из истоименог градића у Северној Ирској, где је тренира отац Питер Хил.
Деби на међународној пливачкој сцени, као чланица репрезентације Ирске, је имала на Европском јуниорском првенству у холандском Дордрехту 2014, да би нешто касније исте године по први пут наступила и на Играма комонвелта одржаним у Глазгову. 
Била је чланица ирске репрезентације на првим Европским играма у Бакуу 2015, гсде је пливала за ирску штафету на 4×100 мешовито и са којом је освојила шесто место. 
Успела је да испливадве квалификационе норме за наступ на Летњим олимпијским играма у Токију 2021. године. У главном граду Јапана, Хилова је пливала у квалификационим тркама на 50 слободно (33) и 100 леђно (25. место). 
На светским првенствима у великим базенима је дебитовала тек у Фукуоки 2023, где јој је најбољи резултат било 13. место у полуфиналу трке на 50 метара леђним стилом. У децембру исте године успела је да се пласира у финала трка на 50 и 100 леђно на европском првенству у малим базенима у Букурешту.
Највећи успех у професионалној пливачкој каријери је постигла на Европском првенству у Београду 2024, где је успела да освоји титулу европске првакиње у трци на 50 метра леђним стилом. Било је то уједно и прво ирско континентално злато у пливању у великим базенима након двоструког злата Мишел Смит освојеног на континенталном првенству у Севиљи 1997. године. На истом такмичењу освојила је и сребро на двоструко дужој деоници. На ирском изборном првенству за Олимпијске игре, одржаном пар недеља раније, успела је да исплива квалификационе норме за ЛОИ 2014. у тркама на 100 леђно и 50 слободно, поставивши у обе трке националне рекорде. Трку на 100 леђно је испливала у времену од 59.11 секунди, поставши тако првом женом у историји ирског пливања која је поменуту деоницу препливала за мање од једне минуте.
На Олимпијским играма у Паризу 2024. такмичила се у три дисциплине. Прво је пливала за ирску женску штафету на 4×100 слободно, која је завршила на 16. месту у полуфиналу. Потом је успела да се пласира у полуфинале трке на 100 метара леђним стилом, које је окончала на укупно 16. позицији. На крају је пливала у квалификацијама трке на 50 слободно, које је окончала на 21. месту у конкуренцији 79 такмичарки (са временом од 25.02 секунди).
На Светском првенству у малим базенима у Будимпешти 2024. најбољи резултат јој је било 11. место у трци на 50 метара леђним стилом. 